# نیکول مالیوتاکیس
نیکول مالیوتاکیس (انگلیسی: Nicole Malliotakis؛ زادهٔ ۱۱ نوامبر ۱۹۸۰) سیاست‌مدار اهل ایالات متحده آمریکا است.